# کیرکشلاگ ایندر بوکلینگن ولت
کیرکشلاگ ایندر بوکلینگن ولت (به آلمانی: Kirchschlag in der Buckligen Welt) یک شهر در اتریش است که در ناحیه وینر نوی‌اشتات-لاند واقع شده‌است. کیرکشلاگ ایندر بوکلینگن ولت ۵۷٫۹۶ کیلومتر مربع مساحت دارد ۴۱۷ متر بالاتر از سطح دریا واقع شده‌است.